# Jan Styka

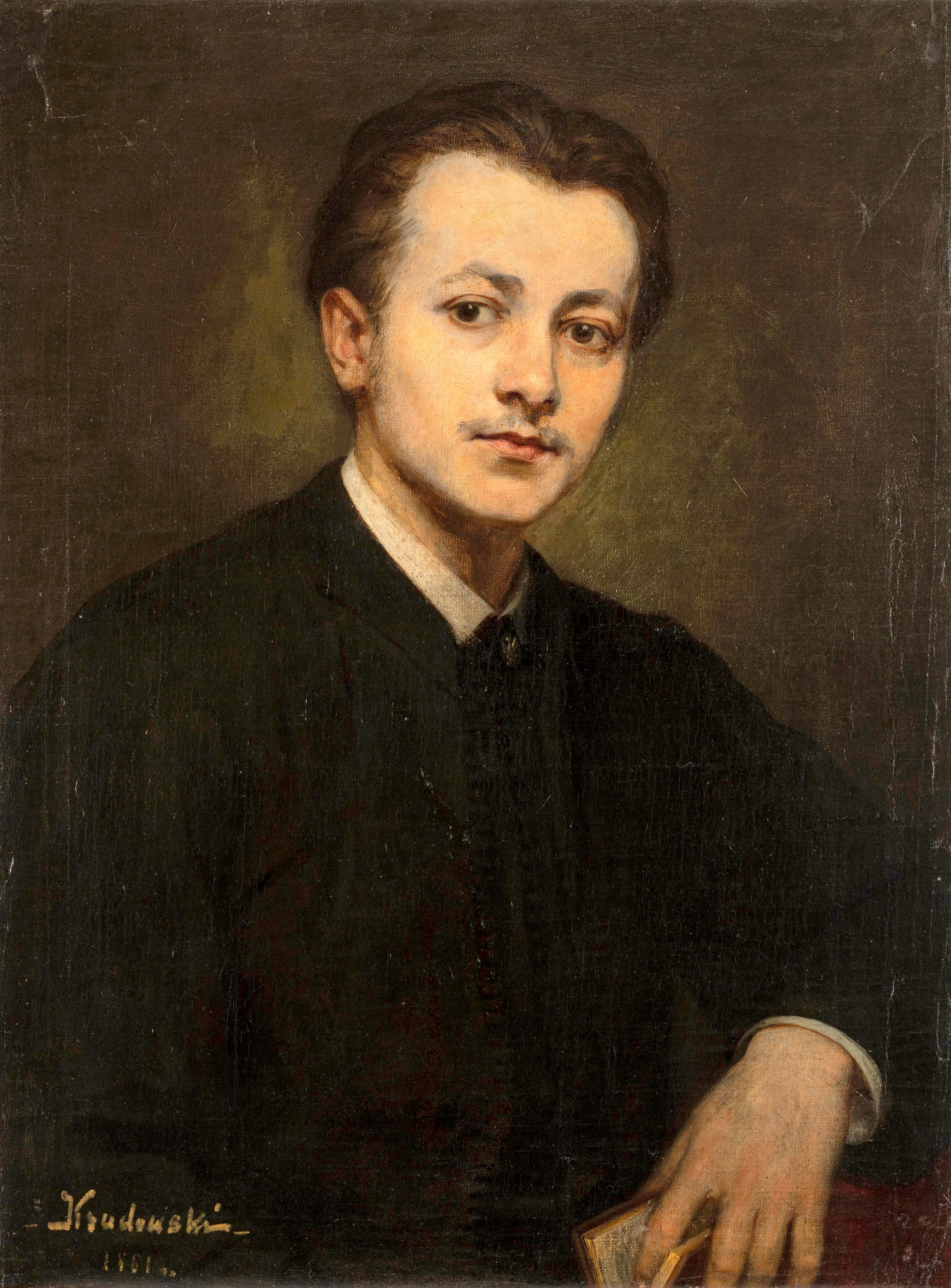
Franciszek Krudowski (1860–1945) : Portrait von Jan Styka, 1881

Jan Styka (* 8. April 1858 in Lemberg; † 11. April 1925 in Rom) war ein polnischer Maler.

## Leben
Sein Vater war ein Offizier in den Streitkräften von Österreich-Ungarn. Styka studierte an der Akademie der bildenden Künste Wien, dann in Rom, Paris und Krakau. Zu seinen bekanntesten Werken zählt das 1893 bis 1894 gemeinsam mit Wojciech Kossak und anderen Malern erschaffene Panorama Racławicka. Um 1900 schuf Styka auf Anregung des Pianisten und späteren polnischen Ministerpräsidenten Ignacy Jan Paderewski das Panoramabild Die Kreuzigung (The Crucifixion) „als Symbol für das Freiheitsstreben des polnischen Volkes“. Nachdem das Bild auf der Weltausstellung 1904 in St. Louis, USA, gezeigt worden war, musste Styka es „aufgrund unglücklicher Umstände und hoher Kosten in Amerika lassen. Jahrzehntelang verschwand es in einem Lagerraum. Dr. Hubert Eaton entdeckte es 1944.“ Es wird heute in Glendale in Kalifornien ausgestellt.

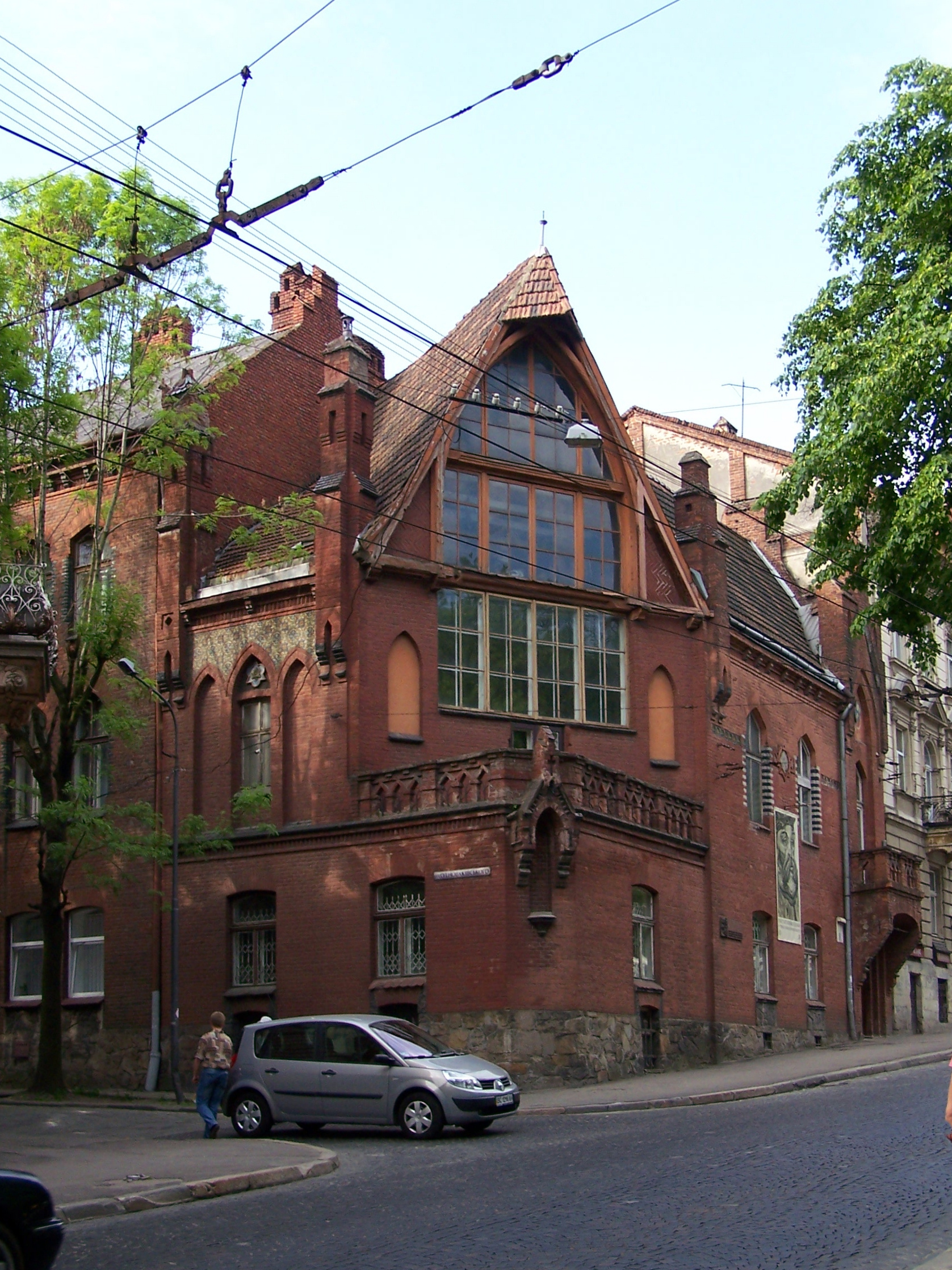
Das Haus von Jan Styka in Lemberg

Im Jahr 1900 zog Styka nach Paris, 1910 nach Italien. Im Jahr 1910 schuf er ein Bild von Paderewski, welches heute im Posener Nationalmuseum ausgestellt wird.
Seine Söhne Tadeusz Styka (1889–1954) und Adam Styka (1890–1959) waren ebenfalls Maler.

## Galerie

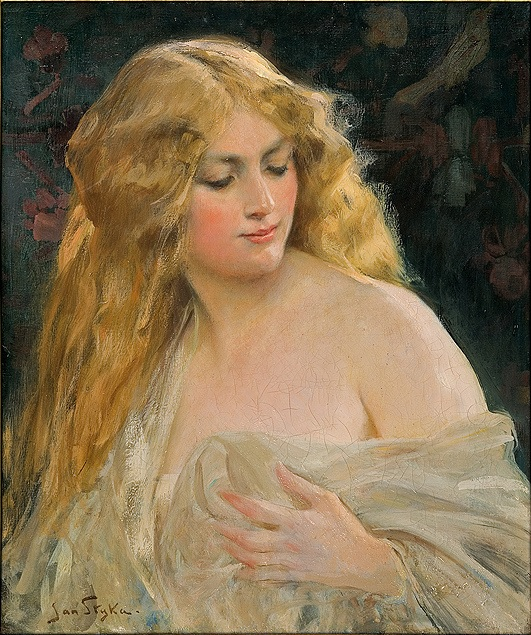
Calypso
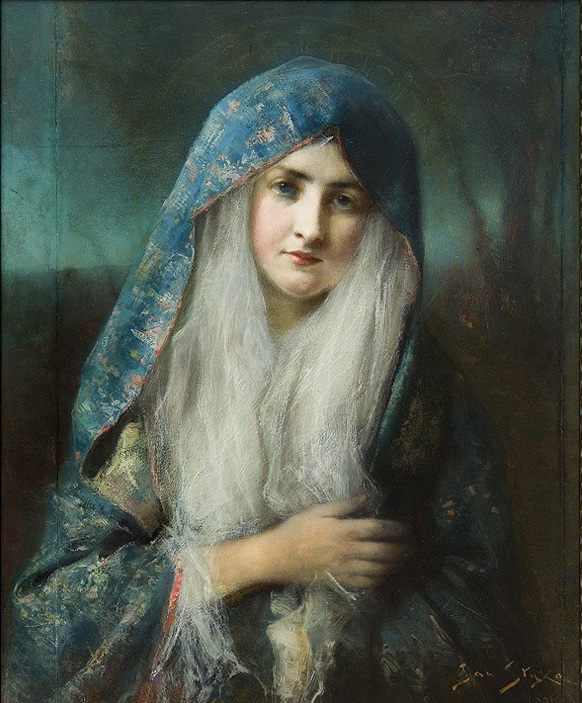
Madonna
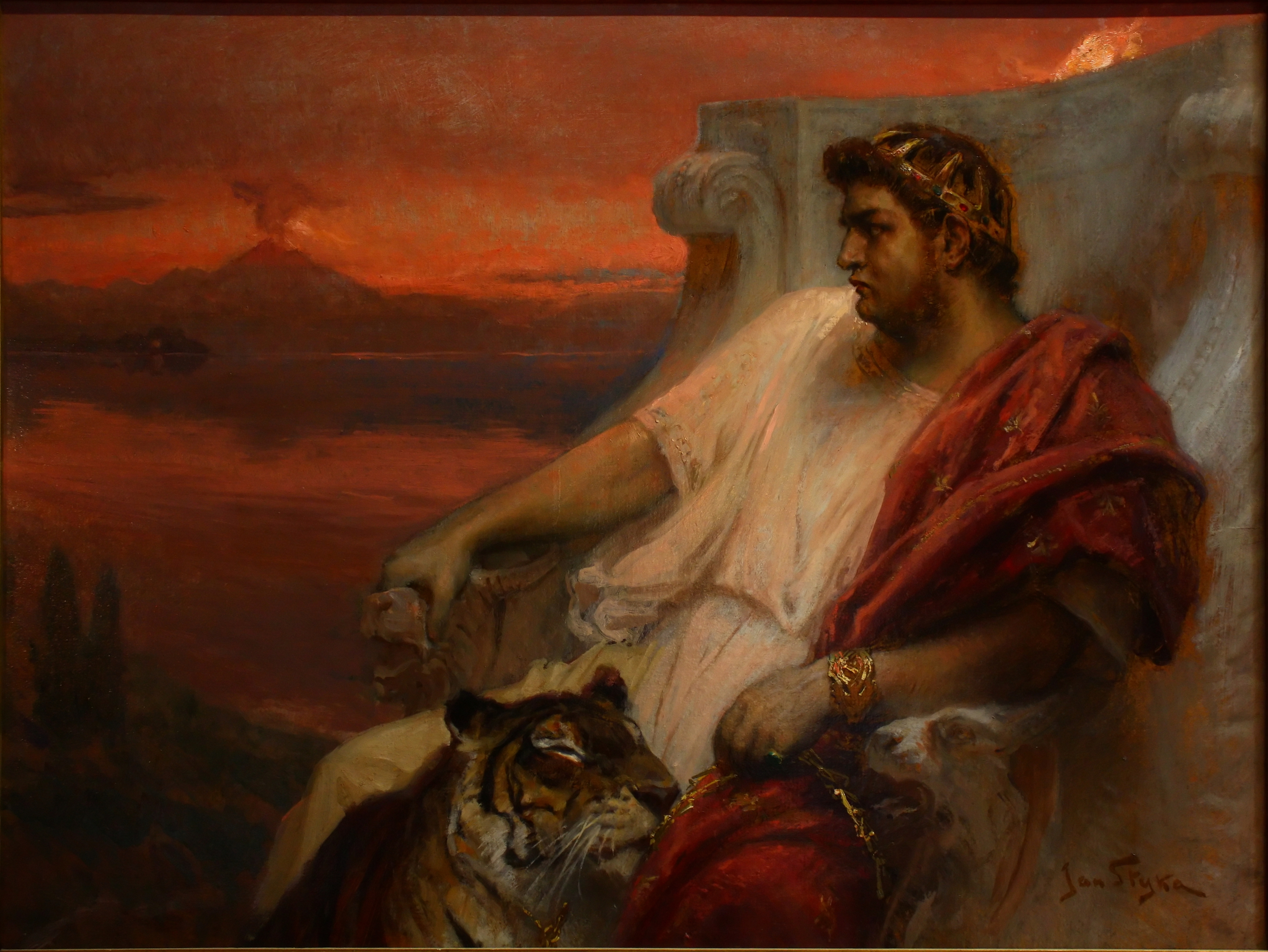
Nero in Baiae
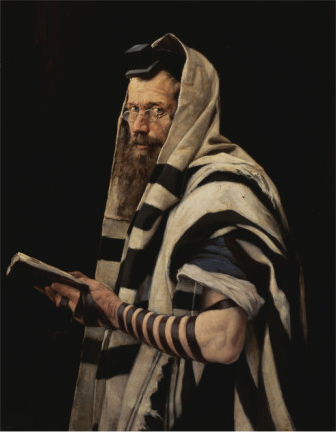
Rabbiner
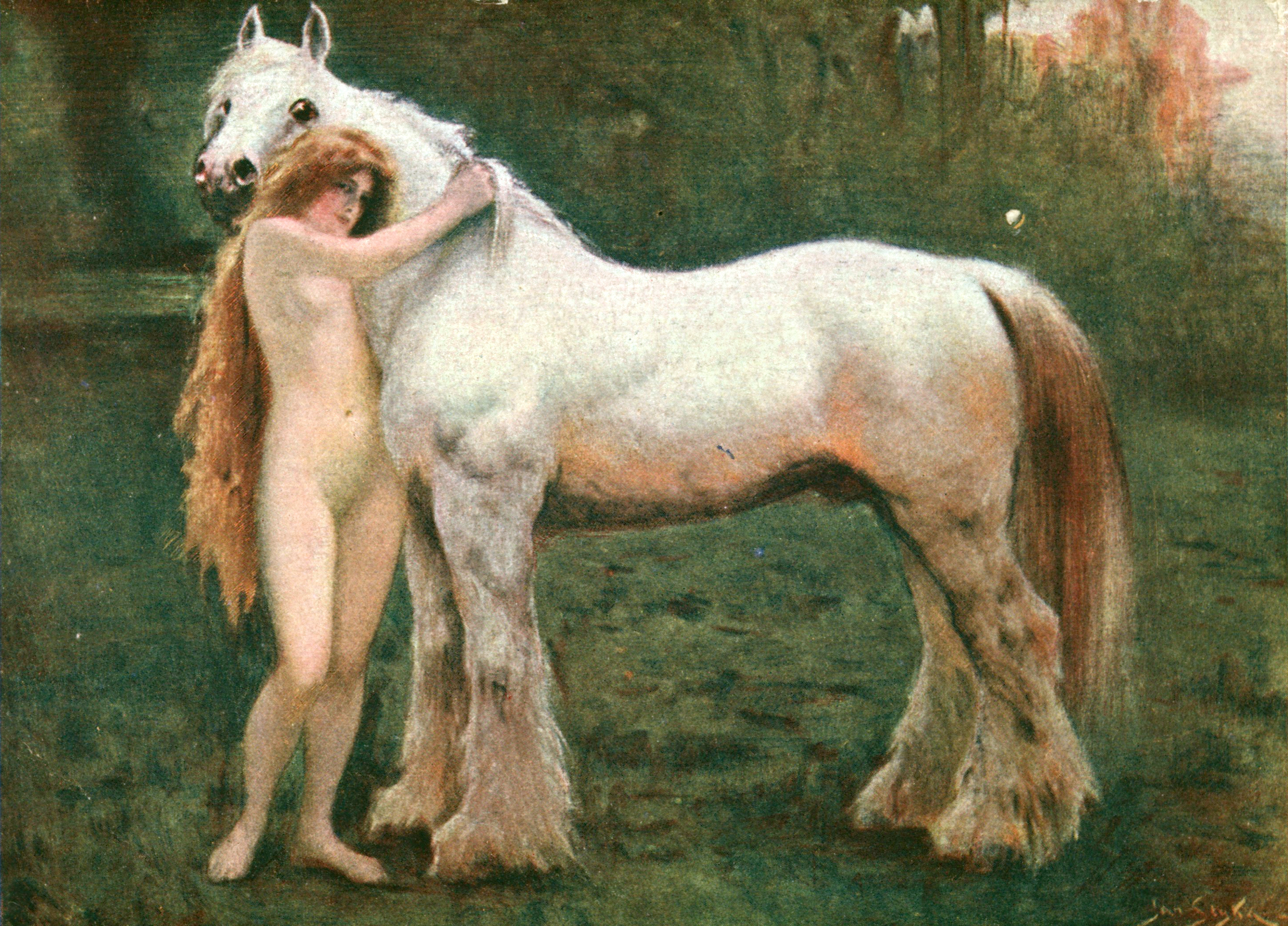
Apollo & Sophia
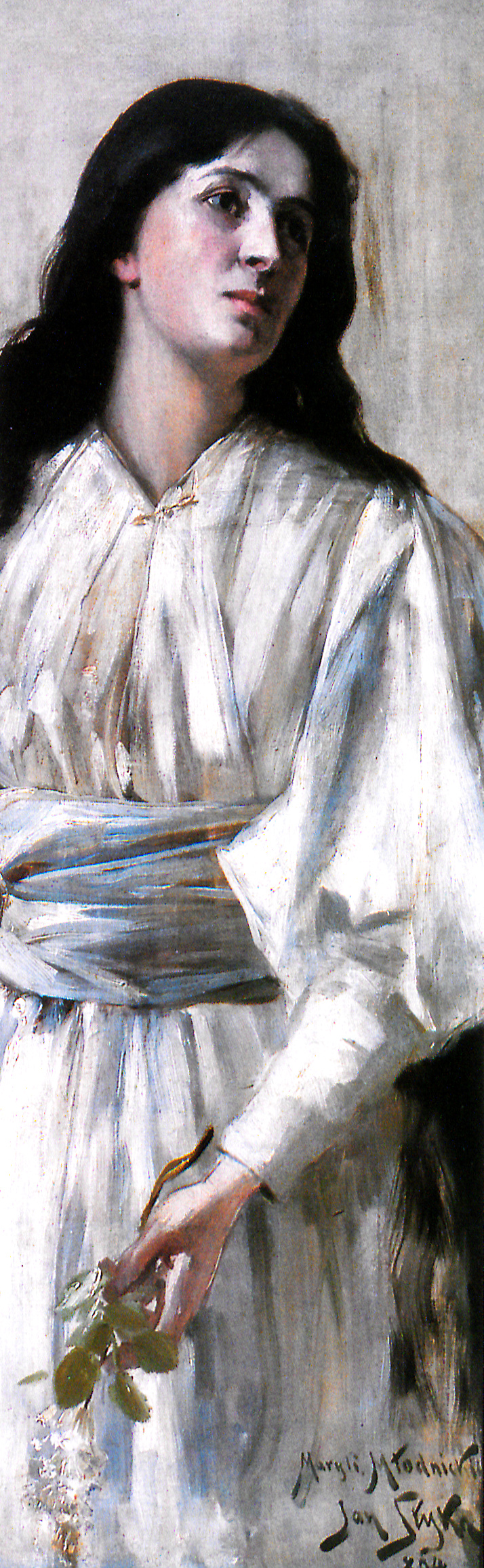
Porträt von Maryla Wolska-Młodnicka
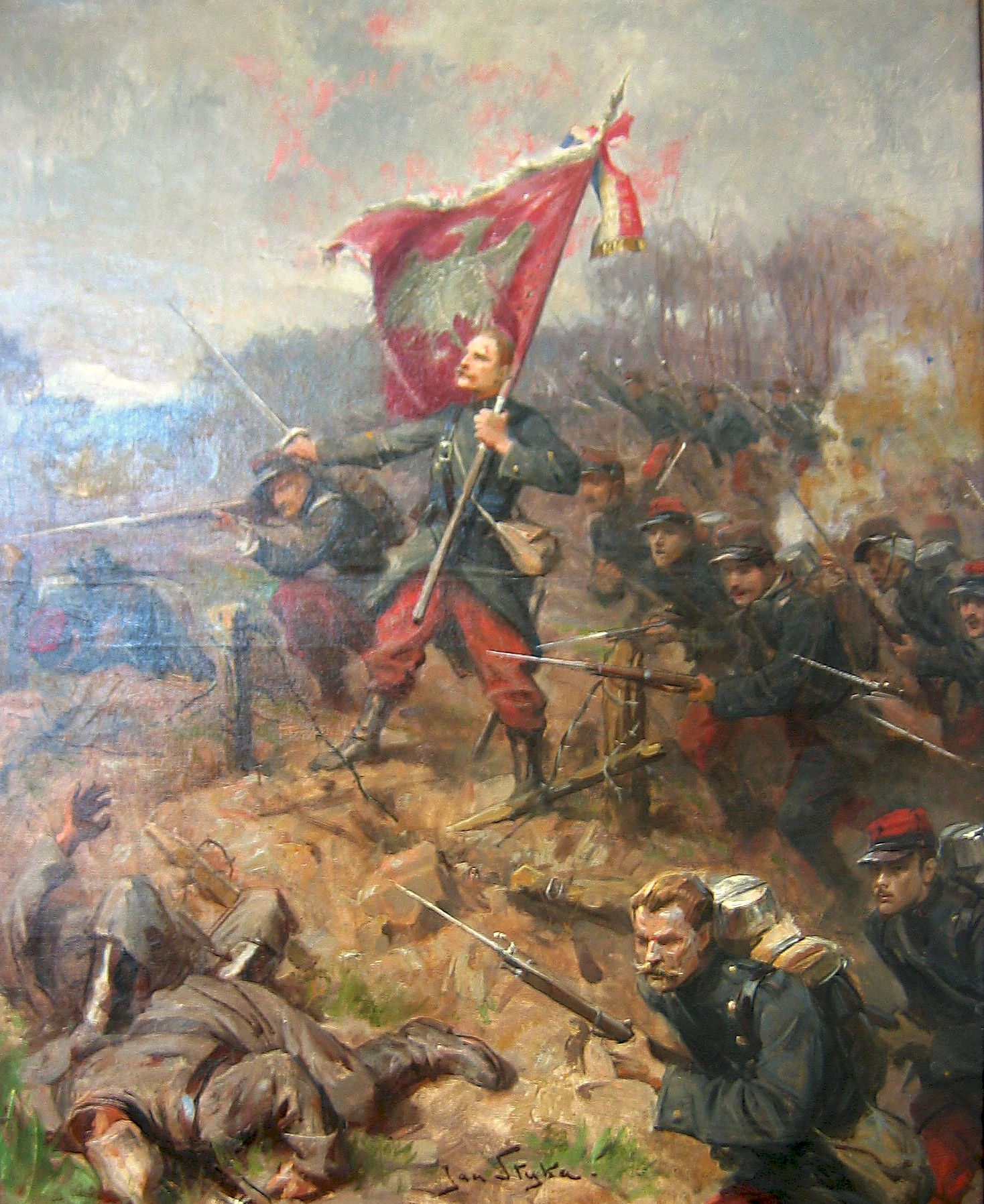
Władysław Szujski Tod in der Schlacht von Sillery.